# Ajith Premakumara
Ajith Premakumara Millagaha Gedara (* 12. Oktober 1991) ist ein sri-lankischer Sprinter.

## Sportliche Laufbahn
Erste internationale Erfahrungen sammelte Ajith Premakumara bei den Militärweltspielen 2015 im südkoreanischen Mungyeong, bei denen er mit der sri-lankischen 4-mal-400-Meter-Staffel in 3:08,65 min Platz fünf erreichte. 2016 wurde er bei den Südasienspielen in Guwahati in 47,80 s Sechster im 400-Meter-Lauf und gewann mit der Staffel in 3:07,59 min die Silbermedaille hinter dem Team aus Indien. Im Jahr darauf wurde er bei den Asienmeisterschaften in Bhubaneswar in 47,35 s Achter und gewann mit der Männerstaffel in 3:04,80 min die Silbermedaille hinter dem Team aus Indien. 2018 nahm er mit der sri-lankischen Stafette an den Asienspielen in Jakarta teil und wurde in 3:02,74 min Vierter. Im Jahr darauf erreichte er bei den Asienmeisterschaften in Doha das Halbfinale, in dem er mit 47,07 s ausschied.

## Persönliche Bestleistungen
- 200 Meter: 21,22 s, 13. September 2018 in Colombo
- 400 Meter: 46,36 s, 6. Juli 2017 in Bhubaneswar